# Cidade Tiradentes
Il distretto di Cidade Tiradentes è un distretto (distrito) della zona orientale della città di San Paolo in Brasile, situato nella subprefettura omonima.

## Urbanizzazione
Verso la fine degli anni settanta la pubblica amministrazione ha messo in atto una serie di espropri di circa 15 km² della regione conosciuta come Fazenda Santa Etelvina.
L'area, composta da foresta atlantica, eucalipti e piccole lagune, ha avuto una fortissima urbanizzazione ad opera della Cohab (Companhia Habitacional), che ha venduto case a cittadini che arrivavano da Casa Verde, Limão, Vila Prudente, Ipiranga, Vila Formosa, Bixiga e Jabaquara.